# Liste der Municipios im Departamento de Caldas
Das Departamento de Caldas besteht aus 27 Municipios. Diese untergliedern sich in einen Gemeindekern (Cabecera Municipal) und dem Umland (Resto Rural). Das Umland wiederum wird weiter unterteilt in sogenannte Polizeiinspektionen (Inspecciones de Policía Municipal), kleinere Ämter (Corregimientos), Siedlungszentren (Centros Poblados) und Gehöfte (Caseríos). Im Folgenden verzeichnet sind die Gemeinden mit ihrer Gesamteinwohnerzahl aus der Volkszählung des kolumbianischen Statistikamtes DANE aus dem Jahr 2018, hochgerechnet für das Jahr 2022.
| Gemeinde    | Einwohnerzahl 2022 |
| ----------- | ------------------ |
| Aguadas     | 23.452             |
| Anserma     | 37.335             |
| Aranzazu    | 10.741             |
| Belalcázar  | 10.837             |
| Chinchiná   | 53.184             |
| Filadelfia  | 11.600             |
| La Dorada   | 75.319             |
| La Merced   | 5.985              |
| Manizales   | 454.077            |
| Manzanares  | 18.106             |
| Marmato     | 9.330              |
| Marquetalia | 13.727             |
| Marulanda   | 2.589              |
| Neira       | 21.484             |
| Norcasia    | 6.235              |
| Pácora      | 15.593             |
| Palestina   | 15.956             |
| Pensilvania | 20.102             |
| Riosucio    | 52.878             |
| Risaralda   | 10.753             |
| Salamina    | 19.733             |
| Samaná      | 20.317             |
| San José    | 5.002              |
| Supía       | 29.884             |
| Victoria    | 10.533             |
| Villamaría  | 68.625             |
| Viterbo     | 13.078             |